# Roberto Ortega Olmedo
Roberto Ortega Olmedo (* 30. April 1991 in Madrid) ist ein spanischer Tennisspieler.

## Karriere
Ortega Olmedo ist hauptsächlich auf der Future Tour aktiv. Dort gewann er bislang 14 Titel im Einzel sowie 20 Titel im Doppel. Sein Debüt auf der ATP World Tour gab er nach überstandener Qualifikation 2016 bei den Banque Eric Sturdza Geneva Open in Genf. Dort unterlag er in der ersten Runde Lukáš Rosol mit 3:6, 4:6.